# Adam Marczyński

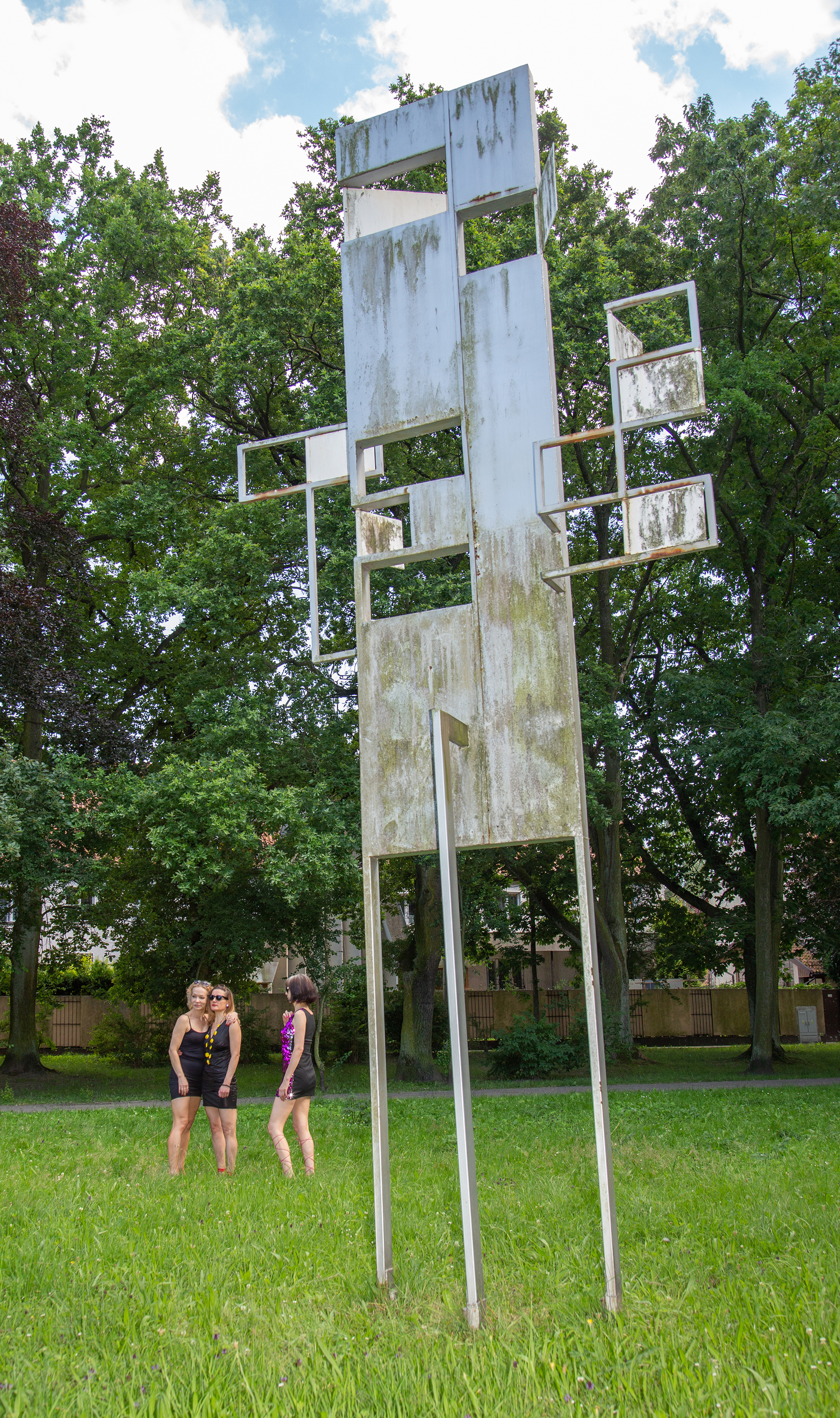
Kunstwerk von Marczyński.

Adam Marczyński (* 24. Dezember 1908 in Krakau; † 13. Januar 1985 ebenda) war ein polnischer Maler und Grafiker. Er gehört zu den bedeutenden Vertretern der Abstrakten Malerei nach dem Zweiten Weltkrieg.
Adam Marczyński studierte von 1929 bis 1936 an der Akademie der feinen Künste in Krakau bei Władysław Jarocki und Ignacy Pieńkowski. Er begann sich im Jahr 1933 an Ausstellungen zu beteiligen und hatte 1936 seine erste Einzelausstellung. 1930 und 1936 hielt er sich in Paris auf.
Vor dem Zweiten Weltkrieg hatte Marczyński enge Kontakte zur „Krakauer Gruppe“, zu denen die Künstler Sasza Blonder, Maria Jarema, Leopold Lewicki, Stanislaw Osostowicz, Jonasz Stern und Henryk Wicinski gehörten. Nach dem Krieg gründete er mit Jarema and Stern die Krakauer Gruppe (II) erneut.
In den 1940er Jahren malte Marczyński in einem Stil zwischen dem Kubismus und einer polnischen Variante des Post-Impressionismus, genannt Polnischer Kolorismus. Er malte anfangs Landschaften, Porträts und Stillleben. Nach dem Krieg wird seine Malerei abstrakter.
Marczyński war Professor an der Akademie der feinen Künste in Krakau von 1945 bis 1979. Neben seiner Tätigkeit als Lehrer hat er immer gemalt, Illustrationen gefertigt und auch Bühnenbilder entworfen. In den 1960er Jahren begann er mit Collagen zu experimentieren. In den 1970er Jahren schuf er Gemälde als Kunstwerke in kleinen Boxen mit verschließbaren Deckeln.
Marczyński hat an zahlreichen internationalen Ausstellungen und Biennalen teilgenommen, dazu gehören unter anderem die Biennale von Venedig 1956 und die documenta II in Kassel 1959.
| Personendaten    | Personendaten                 |
| ---------------- | ----------------------------- |
| NAME             | Marczyński, Adam              |
| KURZBESCHREIBUNG | polnischer Maler und Grafiker |
| GEBURTSDATUM     | 24. Dezember 1908             |
| GEBURTSORT       | Krakau, Kaisertum Österreich  |
| STERBEDATUM      | 13. Januar 1985               |
| STERBEORT        | Krakau, Polen                 |